# Teoria zimy nuklearnej
Teoria zimy nuklearnej – hipoteza ochłodzenia klimatu wywołanych przez prowadzoną na dużą skalę wojnę jądrową.
Według tej hipotezy zjawisko może wystąpić przy jednoczesnym wybuchu wielu bomb jądrowych. Uniesione przez wybuchy pyły (zwłaszcza sadze) przesłaniają Słońce. Obniżeniu ulega temperatura powierzchni Ziemi i atmosfery, ciemności uniemożliwiają fotosyntezę – giną rośliny, brakuje pożywienia, giną zwierzęta i ludzie. Skutkiem zimy nuklearnej może być zniszczenie życia na Ziemi. Arsenały państw dysponujących bronią atomową mają moc kilkadziesiąt razy większą od wymaganej do wywołania zimy nuklearnej.
Podobne efekty może wywołać uderzenie wielkiego meteorytu lub potężny wybuch wulkanu jako rok bez lata. To ostatnie zjawisko zaobserwowano, chociaż na mniejszą skalę, w 1816 roku. Uważa się, że zmiany klimatyczne spowodowane uderzeniem meteorytu są odpowiedzialne za niektóre masowe wymierania, szczególnie za wymieranie kredowe.
Z komputerowej symulacji wykonanej w 2011 roku przez NASA wynika, że nawet lokalna wojna atomowa z użyciem 100 głowic atomowych (0,03% ówczesnego potencjału nuklearnego świata), obniżyłaby globalną temperaturę o 1,25 stopnia, a lokalnie w Europie, Azji i na Alasce nawet o 3-4 stopnie. Zmniejszyłyby się też o 10% opady deszczu i śniegu, co spowodowałoby ogólnoświatową klęskę głodu. Klimat wróciłby do stanu pierwotnego po 10 latach.

## Historia
Badania nad klimatycznymi skutkami wojny nuklearnej zainicjowane zostały przez amerykańską Narodową Akademię Nauk w 1981 roku. Wśród naukowców, do których się zwrócono, był zespół z NASA Ames Center, specjalizujący się w modelowaniu wpływu na klimat takich zjawisk jak wybuchy wulkanów czy upadki meteorytów. Zespół ten zwykło się później określać akronimem TTAPS, od nazwisk autorów najsłynniejszego artykułu opisującego wyniki ich badań: R.P. Turco, O.B. Toona, T.P. Ackermana, J.B. Pollacka i Carla Sagana.
W 1982 roku w szwedzkim czasopiśmie „Ambio” opublikowany został artykuł Paula Crutzena i J. Birksa, który zawierał pierwsze ilościowe oszacowania ilości dymu powstałego podczas pożarów spowodowanych eksplozjami atomowymi. Po uwzględnieniu tego czynnika w swoim modelu, TTAPS odkryli że nawet użycie względnie niewielkiej części światowego arsenału broni jądrowej będzie miało dramatyczny wpływ na klimat.
Ukończona w marcu 1983 roku wstępna wersja raportu TTAPS była głównym tematem dwudniowej konferencji zorganizowanej w Cambridge, na którą przybyło około stu naukowców, inżynierów i specjalistów od broni jądrowej. Po zakończeniu tego wstępnego etapu recenzenckiego skrócona wersja raportu została wysłana do czasopisma Science, gdzie opublikowano ją w grudniu tego samego roku.

## Teoria spiskowa o powstaniu koncepcji „nuklearnej zimy”
Według opublikowanej w 2007 roku książki „Towarzysz J” Pete’a Earleya, opierającej się na zeznaniach Siergieja Trietiakowa, teoria zimy nuklearnej była od początku akcją dezinformacyjną przeprowadzoną przez KGB. Miała ona do tego celu wykorzystać sfabrykowane publikacje takich naukowców jak Kiriłł Kondratiew, Władimir Aleksandrow, Gieorgij Golicyn i Nikita Moisiejew. Celem KGB miało być zablokowanie instalacji 572 rakiet Pershing II w Europie, przegłosowanej przez NATO w 1979 roku w odpowiedzi na znaczne zwiększenie ilości rosyjskich rakiet SS-20.
Wersja Tretjakowa nie znajduje jednak potwierdzenia w żadnych innych źródłach, a radzieckie badania (które miały rzekomo inspirować zachodnich naukowców) w rzeczywistości zostały rozpoczęte dopiero w roku 1983, już po ukończeniu raportu TTAPS. Wyjątkiem są badania Kondratiewa, które z kolei były przeprowadzane na długo przed decyzją o rozmieszczeniu Pershingów w Europie.